# アンバー・ラッド
アンバー・オーガスタ・ラッド (Amber Augusta Rudd、1963年8月1日 - ) は、イギリスの政治家、投資家。2016年から2018年まで内務大臣、2018年から2019年まで労働・年金大臣を務めた。
2010年の総選挙でヘイスティングズ・アンド・ライ選挙区から立候補して庶民院議員に初当選し、保守党に所属した。2019年の総選挙では不出馬を表明し、庶民院議員を引退した。
ラッドは自身を一国保守主義者と認識し、移民に関する多くの厳しい政策を主張して、社会自由主義的な政策と社会保守主義的政策の両方に関わっている。

## 来歴
ラッドはメリルボーンで生まれ、エディンバラ大学歴史古典考古学部 で歴史学を学んだ。投資銀行家として働いた後、2010年の総選挙に出馬して現職の労働党議員マイケル・フォスターを破り、イースト・サセックスのヘイスティングズ・アンド・ライ選挙区から庶民院議員に選出された。第1次キャメロン内閣で気候変動担当政務次官を務め、第2次キャメロン内閣ではエネルギー・気候変動大臣として初入閣し、再生可能エネルギー資源と気候変動の緩和の問題に取り組んだ。
ラッドは2016年7月13日にテリーザ・メイ首相から内務大臣に任命され、2018年1月からは平等担当大臣を兼務した。ラッドはイギリス史上3人目の女性内務大臣であり、5人目の四大閣僚の一つを務めた女性でもあり、また、第二次世界大戦以降最も早く四大閣僚に就任した政治家である。ラッドはウィンドラッシュ事件に関わり、2018年4月に内務大臣を辞任した。
2018年11月16日、ラッドはテリーザ・メイ首相からエスター・マクヴェイの後任として労働・年金大臣に任命された。2019年7月24日にはボリス・ジョンソン新首相によって再任され、ペニー・モーダントが以前務めていた平等担当大臣の職を引き継いだ。9月7日、ラッドはジョンソンのブレグジット政策と21人の保守党議員除名の決定に抗議して閣僚を辞任し、保守党の院内幹事も辞任した。ラッドは10月30日、次回の総選挙には立候補せず庶民院議員を引退する意向を表明した。

## 生い立ちとキャリア
ラッドは1963年8月1日にロンドンのメリルボーンで株式仲買人のトニー・ラッド(1924年 - 2017年)と勅選弁護士モーリス・フィッツジェラルド(弁護士で自由党の政治家であったキルマーノックのフィッツジェラルド男爵ジョン・フィッツジェラルドの孫)とクリスティーン(オーガスタス・ブラッドハーストの娘)の娘の治安判事のエスネ・フィッツジェラルド(1929年 - 2008年)との間に生まれた。トニー・ラッドとエスネ・フィッツジェラルドは56年間結婚していた。ラッドの母方の先祖はチャールズ2世とその愛人バーバラ・パーマーであり、エリザベス女王とは十従姉妹でもある。兄のローランド・ラッドは広告会社の役員で、著名な労働党支持者だった。
ラッドはグロスターシャーのインディペンデント・スクールであるチェルトナム・レディース・カレッジで学び、1979年から1981年までロンドンの女子向けのインディペンデント・デイ・スクールであるクイーンズ・カレッジ・ロンドンで教育を受け、その後エディンバラ大学で歴史学を専攻した。大学卒業後はJPモルガンに入社し、ロンドンとニューヨークで働いていた。
ラッドは1988年1月に24歳で姉と義兄から投資会社ローンストン・リミテッドを引き継ぎ、その取締役に就任した。ローンストンは2001年に、清算に入る前に1999年にモンティチェロに買収されたジンク社に関わるようになった。
ラッドは1999年から2000年までモンティチェロの共同取締役だったが、モンティチェロは2003年に売却された。また、1998年から2000年までバハマに拠点をおくアドバンスト・アセット・アロケーション・ファンドとアドバンスト・アセット・アロケーション・マネジメントの2社の取締役だった。
ラッドは映画「フォー・ウェディングス・アンド・ア・フューネラル」(1994年)のエキストラを見つけるのを手伝い、「貴族制考証」としてクレジットされ、また作中の教会のシーンのひとつに出演している。

## 議会での経歴
2005年の総選挙で労働党が議席を有していたリヴァプール・ガーストン選挙区から保守党候補者として立候補した後、ラッドの名前は保守党Aリストに追加された。2006年にヘイスティングズ・アンド・ライ選挙区から次回の総選挙に立候補することが決まると、ラッドは2007年ヘイスティングズ旧市街に引っ越した。2010年5月の総選挙で、ラッドは1,933票差でヘイスティングズ・アンド・ライの庶民院議員に選出された。その後すぐに、ラッドは環境・食糧・農村地域特別委員会の保守党委員に選出された。
ラッドは女性器切除に反対する運動を行い、この分野でのより厳しい法的処罰を求める女性器切除に関する議会委員会の副委員長だった。ラッドは職場における女性の報告書を発表した、男女平等のための全政党議員連盟議長として男女平等運動を擁護している。ラッドはすべての中等学校での法定の性と人間関係の教育を呼びかけた、予定外妊娠超党調査の会長を務めた。また、ラッドは内閣における女性のより高い割合を求めた。
2012年9月、ラッドはジョージ・オズボーン財務大臣の政務秘書官に任命された。2013年10月には、庶民院院内幹事補に就任した。2014年7月、ラッドはエネルギー・気候変動省の政務次官に任命された。

### エネルギー・気候変動大臣
前回総選挙の得票数を上回る勝利を収めた2015年の総選挙の後、ラッドはエネルギー・気候変動大臣に昇格した。2015年5月には、枢密院顧問官に就任した。
2015年7月、地球の友のクレイグ・ベネットは彼の見解で「過去2会期で、低炭素政策の構造を解体する超党派合意を慎重にまとめた」と述べると同時に、ラッドの気候変動に対処したいという演説を偽善だと非難した。ラッドは「政府の支援は技術が最終的に確立するのを助けなければならず、補助金への恒久的な依存を助長するものではありません」と返答した。
2015年11月、ラッドはイギリスの残りの石炭火力発電所を2023年までに稼働を制限し、2025年までには閉鎖することを提案し、「私たちは21世紀にふさわしい新しいエネルギーインフラを構築することが必要なのです」と語った。
ラッドは欧州連合に関する、ITVのブレグジット国民投票の討論会に参加した。ラッドは残留派としてニコラ・スタージョンとアンジェラ・イーグルとともに運動を展開した。ラッドらは離脱派であるギセラ・スチュアート、ボリス・ジョンソンそしてアンドレア・レッドサムに対峙した。

### 内務大臣
2016年7月にテリーザ・メイが首相に就任すると、ラッドは内務大臣に任命され、マーガレット・サッチャー、マーガレット・ベケット、ジャッキー・スミスそしてメイに続いて四大閣僚のひとつを務める5人目の女性となった。
2016年10月、ラッドは欧州連合離脱後のイギリスに居住し、働くためにより簡単なアクセスを得るためのオーストラリア国民への呼びかけを否定し、イギリス外務大臣ボリス・ジョンソンとオーストラリア外務大臣ジュリー・ビショップの支持を受けた。また、ラッドは元オーストラリア首相のトニー・アボットが支持していたイギリスとオーストラリアの国民間の自由移動ゾーンが欧州連合離脱後に確立されるという考えを退け、「オーストラリアからの移民を増やす計画はありません。したがって、私はいかなる変化の構想もしないでしょう」と述べた。
ラッドは2017年の総選挙で346票差でヘイスティングズ・アンド・ライ選挙区の議席を維持すると、内務大臣に再任された。
2017年8月、ラッドは任命されたばかりの首相府報道官、ロビー・ギブを装ったメール詐欺師に返信し、「肯定的な発表」が差し迫っていることを明らかにした。詐欺師はラッドのパブリックドメインの議員専用メールアドレスを利用していたが、ラッドは安全でない私用メールアドレスを使用して返信した。
2017年9月にアンドリュー・マー・ショーで、ラッドはボリス・ジョンソン外相を「バックシートドライバー」と呼び、テリーザ・メイ首相の評判を傷つけようとしているとして非難した。ラッドはアンドリュー・マーに「私は彼(ボリス)がブレグジット交渉を率いることを望みません」と語った。
保守党党大会期間中の2017年10月3日、ラッドが保守党党首に名乗りを上げるのではないかという憶測の中で、ヘイスティングズ・アンド・ライ選挙区での得票差を広げるために保守党世論調査員のリントン・クロスビーを雇ったことが報じられた。
2018年4月29日、ラッドは国外追放目標に関する内務特別委員会で虚偽答弁を行ったため、内務大臣を辞任した。同日遅くに、サジド・ジャヴィドが後任の内相に任命された。
2018年9月、BBC2のポリティクス・ライブで、ラッドはカムバックを計画しているかどうかについて問われ、「野心がないわけではありません」と応じた。